# Ciepło skraplania
Ciepło skraplania – ilość energii oddanej przy skraplaniu przez jednostkę masy danej substancji. W układzie SI jednostką ciepła skraplania jest J/kg (dżul na kilogram).
W danych warunkach jest równe ciepłu parowania.